# Chade nos Jogos Olímpicos de Verão de 1972
O Chade competiu nos Jogos Olímpicos de Verão de 1972 em Munique, Alemanha Ocidental.

## Resultados por Evento

### Atletismo
100 m masculino
- Salem Alah-Djaba
  - Primeira Eliminatória — 10.65
  - Segunda Eliminatória — 10.51 (→ não avançou)

- Gana Abba-Kimet
  - Primeira Eliminatória — 10.89 (→ não avançou)

200 m masculino
- Salem Alah-Djaba
  - Primeira Eliminatória — DNF (→ não avançou)

Salto em altura masculino
- Ahmed Senoussi
  - Classificatória — 2,00 m (→ não avançou)

### Boxe
Peso Meio-Pesado
- Noureddine Aman Hassan

1. Oitavas-de-final - Perdeu para Mate Pavlov da Iugoslávia, RSC-2